# 老人力
老人力（ろうじんりょく）は、赤瀬川原平が1997年に提唱した概念。これは「物忘れが激しくなった」など老化による衰えというマイナス思考を「老人力がついてきた」というプラス思考へ転換する逆転の発想であり、赤瀬川自身は
と表現している。赤瀬川が著した単行本『老人力』の帯につけられた「語釈」は
となっていた。この用語は1999年にかけて、社会現象と言えるほどの流行語となった。

## 誤用
この言葉は「老人の力強さ」という意味で誤用されることが多い。赤瀬川は誤用の例として次のようなものを挙げている。
- 「いやあ、このくらいの物、まだまだ老人力で頑張りますよ」[8]
- 「まだまだ若いものには負けませんよ」など、「まだまだ」で始まる老人の頑張る力[7]
- 「史上最高齢の宇宙飛行士――米国版“老人力”の発揮」（77歳の宇宙飛行士、ジョン・ハーシェル・グレンの活躍を報じる新聞の見出し）[7]

赤瀬川はこうした誤用をはじめから予想はしていた。そして実際に非常に多くの誤用が起こっているのを見て「あまりにそういう用例が多いので、こちらとしては、『まあいいか……』である」と諦めの心境を述べている。

## 歴史
「老人力」という言葉を発案したのは、赤瀬川と同じく路上観察学会に所属する藤森照信と南伸坊である。二人は路上観察学会の合宿で相部屋になった際、自分らも相応に歳をとったし一回り年上の赤瀬川をボケ老人呼ばわりはまずかろうという話になり、「ボケも一つの新しい力なんだから、もっと積極的に、老人力、なんてどうだろう。いいねえ、老人力」とこの言葉を思いついたという。そして翌朝、朝食の席で学会の一同にこの新語を紹介し、大いに喝采を受けた。ネタにされた赤瀬川もこの言葉を気に入り、東京新聞の文化欄に「老人力」を説明するエッセーを寄稿した。これが活字としての初出である。このエッセーには少なくない反響があり、筑摩書房の雑誌『ちくま』1997年6月号から「老人力のあけぼの」というタイトルで赤瀬川の連載が始まった。1998年9月に連載内容をまとめた単行本を発売したところ、発行元の筑摩書房に「これまでに考えられないほど」の問い合わせが殺到する大反響となった。年末の流行語大賞では、受賞はならなかったが最後の10候補に入った。
NHKでは1999年元旦の早朝番組（『ゆく年くる年』の直後）に「いま人々の間では『老人力』がたいへんな話題になっている」というナレーションをつけて赤瀬川のインタビューを放送した。1999年に入ってからは高齢層にもこの用語が浸透し、全国的な社会現象といえるほどになった。1999年半ば時点で、単行本の売上は40万部を超えた。また2000年には台湾の出版社・林鬱文化事業有限公司から中国語の訳書が出版された。

## 論評
- 嵐山光三郎は、「老人特有の『積極的な曖昧さ』はもとより赤瀬川氏にそなわっていた資質である」と指摘した上で、それこそが赤瀬川の時代的な仕事の秘密であると述べた[15]。
- 高橋源一郎は、自分も「『老人』の持つおそるべきパワーについてはそうとう以前から気づいていた。だが、その中心となる『老人』の本質を、『老人力』として取り出すとまでは考えなかった」と述べ、「思想上のコロンブスの卵ではないか」と評した[16]。
- スポーツ史家の稲垣正浩は、普通はひた隠そうとする老化による力の衰えにプラスの価値を与える点で「革命的」と評した[4]。
- この用語は世間的には肯定的に受け取る向きが多かったが、当事者となる男性高齢層からは「そうした発想の転換は空しい」などと抵抗や疑問の声もあった[17]。

## 書籍
- 『老人力』筑摩書房 (1998年)ISBN 978-4480816061
- 『老人力 2』筑摩書房(1999年)ISBN 978-4480816153
- 『老人力自慢』筑摩書房(1999年)ISBN 978-4480816092
- 『老人力のふしぎ』朝日新聞社(1998年)ISBN 978-4022572912